# Henry Fox, 1. baron Holland
Henry Fox, 1. baron Holland (28. září 1705 – 1. července 1774) byl britský státník z významného rodu Foxů. Od mládí se uplatňoval ve finanční správě, byl dlouholetým ministrem války (1746-1755) a generálním intendantem armády (1757–1765), v roce 1763 získal titul barona a vstoupil do Sněmovny lordů. Jeho mladší syn Charles James Fox byl významným politikem a parlamentním řečníkem přelomu 18. a 19. století.

## Kariéra
Pocházel z bohaté rodiny, byl mladším synem Sira Stephena Foxe (1627–1716) z jeho druhého manželství. Studoval v Etonu a Oxfordu, v mládí žil několik let mimo Anglii, poté působil v justici. Do veřejné správy vstoupil jako komisař korunních příjmů ve Walesu (1733–1774), v letech 1735–1762 byl členem Dolní sněmovny, kde se připojil ke stoupencům premiéra Roberta Walpola, krátce nato se dostal k funkcím ve vládě, byl generálním inspektorem veřejných prací (1737–1742) a lordem pokladu (1743–1746). V letech 1746–1755 byl státním sekretářem války a poté krátce státním sekretářem vnitra a mluvčím vlády v Dolní sněmovně (1755–1756). Jmenování do těchto funkcí vyvolalo demisi jeho politických rivalů W. Pitta a G. Grenvilla. Během sedmileté války byl generálním intendantem armády (1757–1765) a jako lord strážce soukromé pečeti znovu mluvčím vlády v Dolní sněmovně (1762–1763). V roce 1763 byl povýšen na barona a povolán do Sněmovny lordů. Dlouhodobě se zabýval financováním armády, což mu přineslo vliv i v politice, který uplatnil především za sedmileté války (v této době se také armádními dodávkami značně obohatil). R. 1765 byl nucen odstoupit z funkcí a r. 1769 měl být postaven před soud kvůli zpronevěře, byl však shledán nevinným. Jeho schopnosti politika a finančníka jsou nepochybné, ale jako amorální intrikán a zbohatlík pohybující se na hranici zákona patřil k nejnenáviděnějším osobnostem své doby. To bylo také důvodem, proč nedosáhl hraběcího titulu, který byl vysněnou metou jeho kariéry.

## Rodina

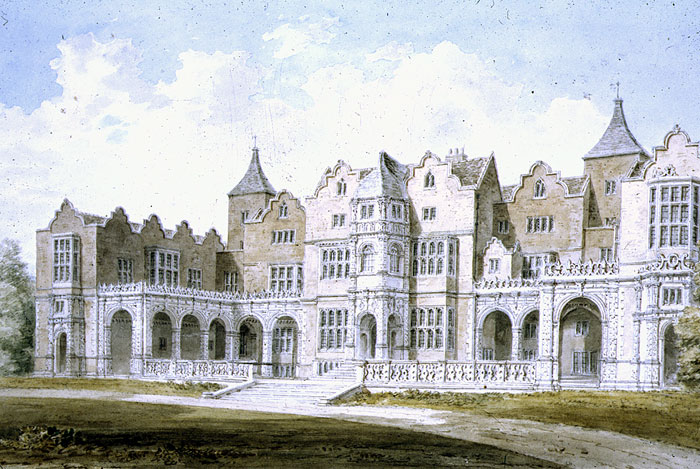
Londýnský palác Holland House, hlavní sídlo rodu

Byl dvakrát ženat, potomstvo zanechal z druhého manželství s Georgianou Lennox (1723-1774), dcerou 2. vévody z Richmondu, s níž se oženil v roce 1774. Nejstarší syn Stephen Fox, 2. baron Holland (1745-1774), byl dědicem peerského titulu a zemřel krátce po otci. Druhorozený syn Charles James Fox (1749–1806) byl významným parlamentním politikem a třikrát ministrem zahraničí, nejmladší syn Henry Fox (1755–1811) dosáhl v armádě hodnosti generála, byl vrchním velitelem v Irsku a guvernérem na Gibraltaru.
Henryho starší bratr Stephen Fox, 1. hrabě z Ilchesteru (1704–1776), působil také ve finanční správě, byl státním podtajemníkem v úřadu kancléře pokladu (1739–1741) a inspektorem armádního účetnictví (1747–1776), v roce 1756 byl povýšen na hraběte z Ilchesteru.
Titul barona Hollanda byl odvozen od hlavního rodového sídla Holland House v Londýně, který rodu patřil od roku 1746.